# Paul Manafort

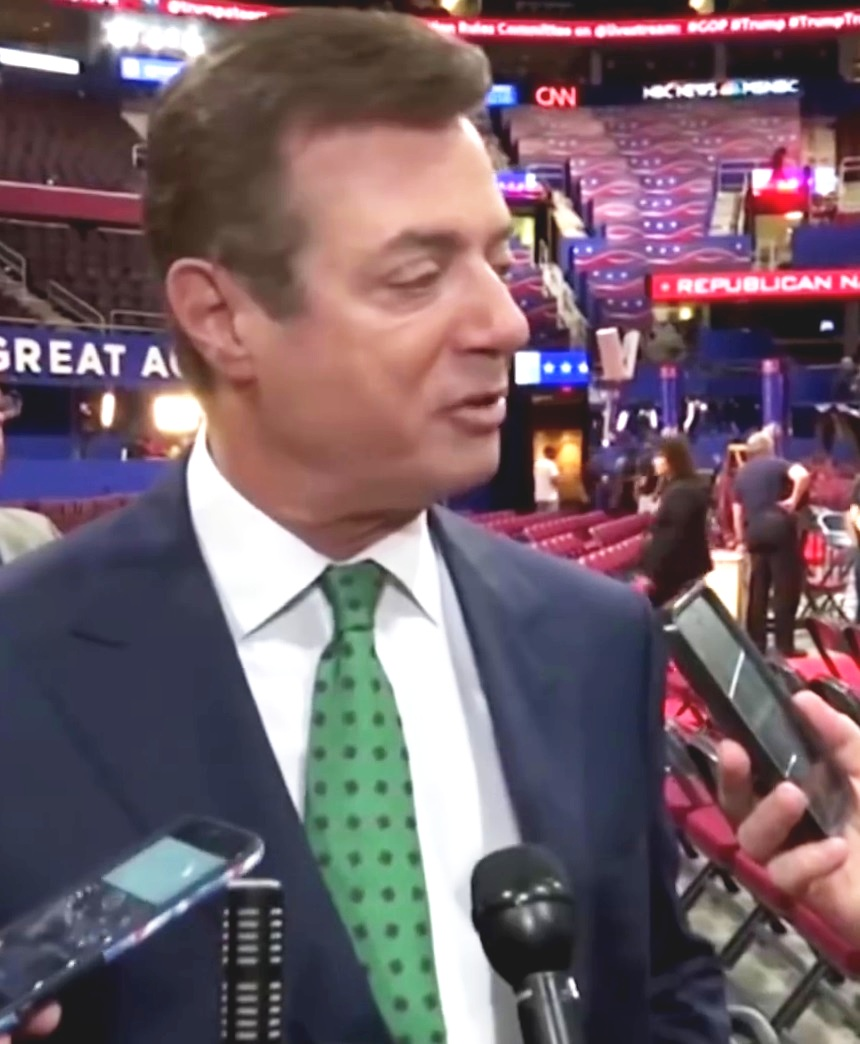

Paul John Manafort Jr. (New Britain, Connecticut, V.S., 1 april 1949) is een Amerikaanse jurist, lobbyist en politiek raadgever.

## Biografie
Manafort sloot zich in maart 2016 aan bij de presidentiële campagne van Donald Trump en fungeerde als diens campagneleider van juni tot augustus 2016. Eerder was hij een adviseur voor de presidentiële campagnes van de Republikeinen Gerald Ford, Ronald Reagan, George H.W. Bush en Bob Dole.

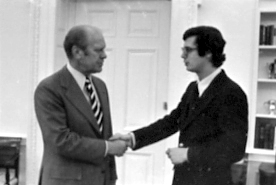
Paul Manafort (rechts) met Gerald Ford op 18 september 1976

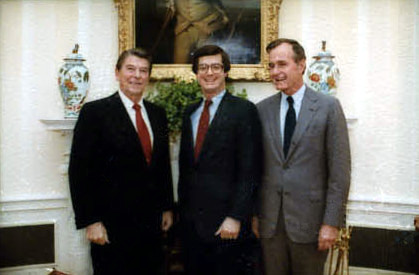
Manafort met Ronald Reagan en George H. W. Bush in 1982

Manafort was in 1980 mede-oprichter van het in Washington D.C. gevestigde lobbykantoor Black, Manafort & Stone.
Hij lobbyde in het verleden voor controversiële buitenlandse leiders, zoals de Oekraïense president    
Viktor Janoekovytsj, voor Ferdinand Marcos, de dictator van de Filipijnen, voor Mobutu Sese Seko, de dictator van Congo, en de Angolese guerrillaleider Jonas Savimbi.
Ondanks dat de wet voorschrijft dat het lobbyen in het belang van buitenlandse overheden registratie bij het ministerie van Justitie vereist, bleek Manafort zich op 2 juni 2017 nog niet te hebben geregistreerd. Op 27 juni daaropvolgend registreerde hij zich alsnog als consultant voor buitenlandse belanghebbenden.

## Onderzoek Russische inmenging in Amerikaanse verkiezingen 2016
Manafort is doelwit van onderzoek door verscheidene federale instanties. De FBI stelt sinds 2014 een onderzoek naar hem in wegens verdenking van criminele zakelijke transacties tijdens zijn lobby-activiteiten voor Oekraïne.
Manafort is ook een belangrijke figurant in het onderzoek van speciale aanklager Robert Mueller naar de Russische inmenging in de Amerikaanse presidentsverkiezing van 2016.
Hij was als campagneleider deelnemer aan het gesprek op 9 juni 2016 in de Trump Tower tussen drie leden van de Trump-campagne, Donald Trump jr., Jared Kushner en Manafort zelf, met een Russische delegatie: de Russische advocate Natalia Veselnitskaya, de Russisch-Amerikaanse lobbyist Rinat Akhmetshin en de Russisch-Amerikaanse ondernemer Ike Kavaladze, als zaakwaarnemer van de Russische vastgoed-ondernemer Araz Ağalarov, vader van Trump jr.'s vriend Emin Ağalarov. Medio 2017 werd het gesprek publiekelijk bekend. Ook werd - na aanvankelijke bagatellisering - bekend dat de bijeenkomst voortvloeide uit Trump jr.'s gretige acceptatie van het aanbod per e-mail van Russische zakenconnecties om belastende informatie over zijn vaders concurrente Hillary Clinton te verschaffen.
In mei 2017 droeg Manafort op verzoek van de Senaatscommissie voor Inlichtingen 300 pagina's over aan de commissie, met inbegrip van concept-speeches, agenda's en campagne-notities. Op 25 juli verscheen hij voor de commissie. 
Op 26 juli 2017, de dag na zijn verhoor door de Senaatscommissies voor Inlichtingen en voor Justitie, voerden agenten van de FBI in opdracht van speciale aanklager Mueller voor dag en dauw een inval en huiszoeking uit in Manaforts woning in Alexandria, Virginia. Zulks met gebruikmaking van een bevelschrift tot inbeslagneming van documenten en andere materialen met het oog op de Russische inmenging in de presidentsverkiezing van 2016.
Op 19 september maakte CNN bekend dat voor en na de presidentsverkiezing door de FBI met rechterlijke toestemming telefoongesprekken van Manafort zijn afgeluisterd. Niet bekend is of daar ook gesprekken met Trump toe behoren. Ook zou speciale aanklager Robert Mueller Manafort hebben laten weten dat hij hem in staat van beschuldiging wil stellen.
De Washington Post onthulde op 21 september dat Manafort zijn zakenconnectie, de Russische miljardair Oleg Deripaska, heeft aangeboden hem te informeren over de campagne voor de presidentverkiezing. Dit gebeurde al twee weken voordat Trump de officiële Republikeinse kandidaat voor de presidentverkiezingen was. Belangwekkend hierbij is dat Derispaska tot de intieme kring van president Vladimir Poetin behoort en dat de e-mail kort voor Manaforts opvolging door Stephen Bannon als campagneleider werd verzonden (juli 2016).
Op 27 oktober 2017 werden Manafort en zijn jarenlange compagnon Rick Gates aangeklaagd door een federale grand jury in het kader van het onderzoek van speciale aanklager Robert Mueller naar Russische inmenging in de Amerikaanse presidentsverkiezingen van 2016. De uit 12 punten bestaande aanklacht beschuldigt de twee mannen van samenzwering tegen de V.S., in het geheim werken voor een buitenlandse mogendheid, het afleggen van valse verklaringen, het witwassen van geldsommen, fraude en het nalaten om zich in te schrijven als buitenlandse agenten voor Oekraïne, zoals vereist in de federale wetgeving. De beschuldigingen komen voort uit hun werk voor een pro-Russische regering in Oekraïne en zijn niet gerelateerd aan de Trump-campagne. 
Manafort zou deze daden gepleegd hebben nog voordat hij campagnechef was van Trump.
Manafort en Gates stelden zich op 30 oktober 2017 ter beschikking van de FBI en beiden kozen er tijdens het verhoor in het gerechtshof voor zich onschuldig te verklaren.
In afwachting van de rechtszitting werd Manafort tegen een waarborgsom van $10 miljoen vrijgelaten en Gates tegen een waarborgsom van $5 miljoen. Omdat aanklagers het risico reëel achtten dat zij per vliegtuig zouden vluchten werd van beide mannen het paspoort ingevorderd en werden zij onder huisarrest geplaatst.
Eind maart 2018 kwam in het spoor van het onderzoek van speciale aanklager Mueller naar buiten dat de Nederlandse advocaat Alex van der Zwaan, in dienst van het internationale advocatenkantoor Skadden Arp, jarenlang met Manafort en Gates samenwerkte in Oekraïne ten dienste van de pro-Russische president/presidentskandidaat Viktor Janoekovitsj. Van der Zwaan werd op 3 april 2018 door de rechtbank in Washington schuldig bevonden aan onder andere het afleggen van valse verklaringen en het vernietigen van e-mails. Hij kreeg een boete van $20.000 en een gevangenisstraf van 30 dagen opgelegd. Hij werd op 5 juni vrijgelaten en de volgende dag uitgezet naar Nederland.
Tezelfdertijd beschuldigde aanklager Mueller Manafort er opnieuw van de voorwaarden van zijn beschikbaarheid onder huisarrest te schenden. Onderzoekingen van Muellers team hebben opgeleverd dat Manafort twee voormalige Oost-Europese politici van de zogenaamde Hapsburg Group onder druk heeft gezet om - in strijd met de waarheid - te verklaren dat zijn eerdere lobbywerk voor Oekraïne geen vertakkingen met de V.S. had. Manafort schakelde bij deze manipulaties ook zijn oud-medewerker en vermeend Russisch geheim agent Konstantin Kilimnik in. De rechter stemde op 15 juni 2018 in met Muellers beschuldigingen, waarop Manafort ter plekke werd aangehouden.
In augustus 2018 startte een eerste rechtszaak tegen Manafort, met 18 aanklachten voor fraude en belastingontduiking. In de rechtszaak verklaarde Rick Gates onder ede dat hij en Manafort tientallen miljoenen verdienden met lobbywerk voor pro-Russische politici in Oekraïne en het geld vervolgens op buitenlandse rekeningen storten en de inkomsten verzwegen voor de Amerikaanse belastingdienst. Ook bekende Gates dat hij honderdduizenden dollars van Manafort heeft gestolen door het invullen van valse declaraties. Gates is in het strafproces tegen Manafort de belangrijkste getuige van de aanklager. Op 21 augustus 2018 werd Manafort door een jury schuldig bevonden op 8 van de 18 aanklachten. De straf voor deze veroordeling zal worden gebruikt in onderhandelingen voor een volgende rechtszaak, die zich zal richten op inmenging van en eventuele samenwerking met Rusland. Deze rechtszaak start 17 september 2018.
In november 2018 meldde The Guardian dat Manafort geheime gesprekken zou hebben gevoerd met WikiLeaks-oprichter Julian Assange. Het is onduidelijk wat zij hebben besproken maar de krant legt wel een verband met de publicaties van Wikileaks van de zomer van 2016. Het ging daarbij om interne e-mails van Hilary Clinton en de Democratische partijtop. Die e-mails waren gestolen door Russische inlichtingenofficieren. Beide mannen ontkennen het verhaal.
Eind december 2018 maakte Time bekend dat Manafort toen hij in 2016 de Trump-campagne leidde, door Russische connecties onder zware pressie werd gezet, om schulden terug te betalen..